# École de Laon
L’École de Laon était, en tant qu'école cathédrale, un très grand centre intellectuel au XIIe siècle.

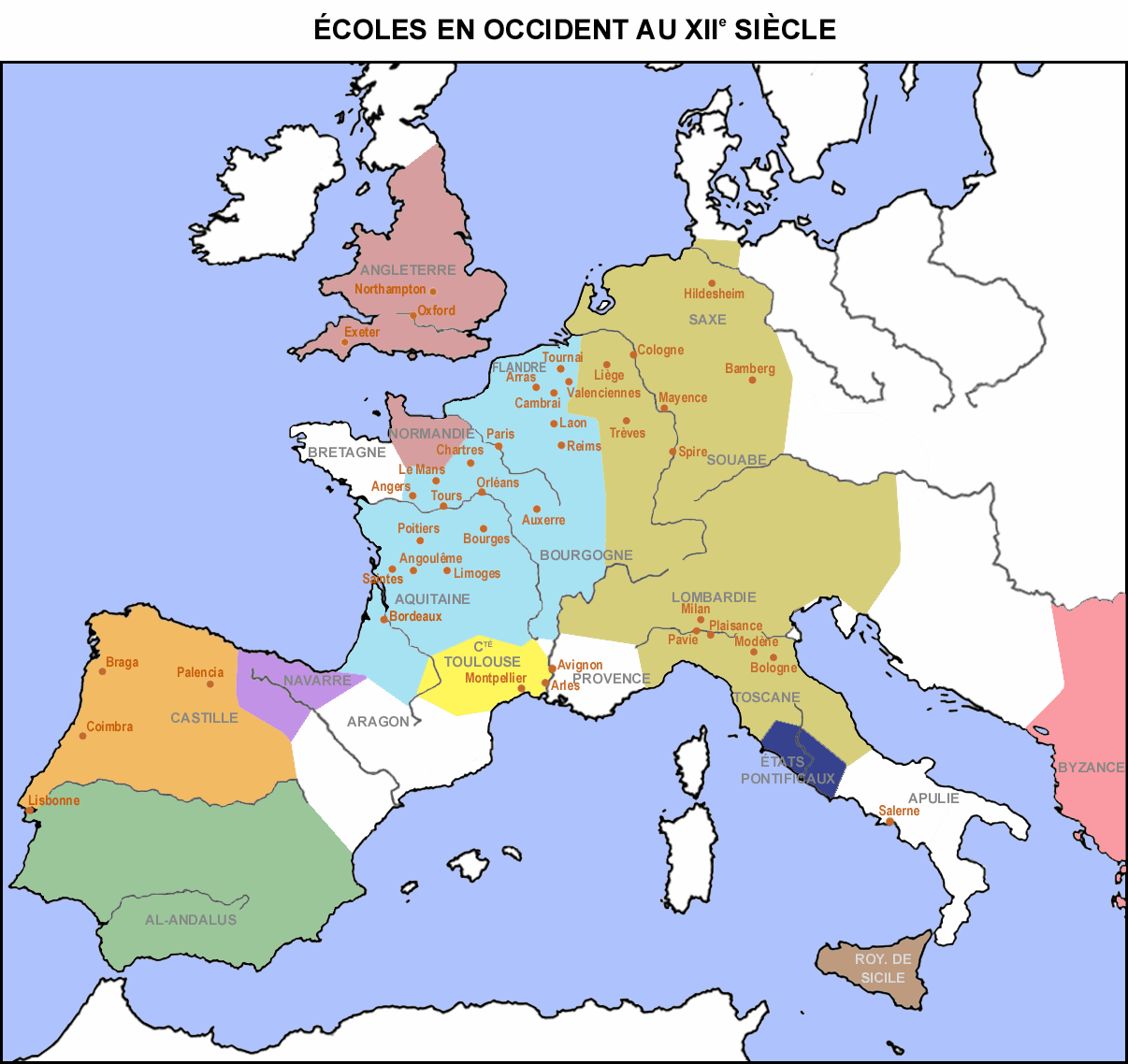
Différentes écoles en Occident au XIIe siècle.

## À Laon
Une école devait s'y trouver depuis Remi de Reims qui y avait étudié en l'école rhétorique de la Cathédrale Notre-Dame de Laon. Dès le VIIIe siècle, un important scriptorium existait au sein du monastère de religieuses de Sainte-Marie et Saint-Jean, puis au IXe siècle un palais de Charles le Chauve servait de cadre aux enseignements des plus illustres maître, irlandais, rémois entre autres dans le cadre de la renaissance carolingienne . 
La période la plus connue de l'école revient au temps des deux maîtres Anselme et son frère Raoul de Laon. Fin du XIe et début du XIIe siècle, ils étaient d'une telle renommée qu'ils attirèrent des élèves de tout l'Occident; à cette époque les élèves se déplaçaient pour aller suivre les cours des maîtres les plus illustres.

## Éloges
Guilbert de Nogent abbé de Nogent-sous-Coucy : « ... deux yeux plus brillants que les étoiles. L'un s'appelle Anselme, son magistère s'étend sur tout le monde latin. L'autre œil porte le nom de Raoul, son talent et sa doctrine ne sont en rien inférieurs à ceux de son frère ».
Wibald de Corbie abbé : « que dire de ces hommes si savants, qui dans l'Église de Dieu ont laissé la trace de leurs œuvres illustres et je parle de Bède, Ambroise, Raban Maur, Jean Scot et aussi  de ces maîtres que nous avons connu comme Anselme de Laon qui ont emplis le monde entier de leurs doctrines et de leurs travaux. » in « Les miracles de Notre-Dame-de-Laon ».
Rupert de Deutz qui a fait un « long voyage à dos d'âne  pour faire comme ces essaims de disciples qui se hâtent d'accourir de toutes les provinces pour écouter ces précepteurs, lumière de la France entière» : « Anselme était non seulement maître des arts, mais aussi maître dans l'interprétation de la divine Écritures ».
Philippe de l'Aumone : « Il dort en ce tombeau le très illustre maître Anselme a qui par le spays et les climats du vaste monde, ont valu partout la célébrité, partout la louange, Foi sans défaut, doctrine féconde, vie lumineuse ».
Herman de Tournai : « Le seigneur avait réservé miséricordieusement après la ruine et l'incendie de la cité lors de la commune, deux hommes très sages, Anselme et son frère Raoul pour encourager clercs et laïcs, les consoler, les réconforter et les engager à ne pas s'abandonner aux adversités, en leur rappelant les écritures par diverses sentences ».
Jean de Salisbury : « deux frères, éblouissante lumière des Gaules, gloires de Laon ».
Pierre de Celle : « sur toutes ces roses et ces lys qui ont fleuri à l'école de Laon ».

## Enseignements

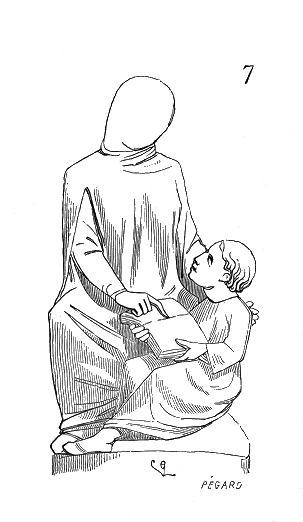
La grammaire.
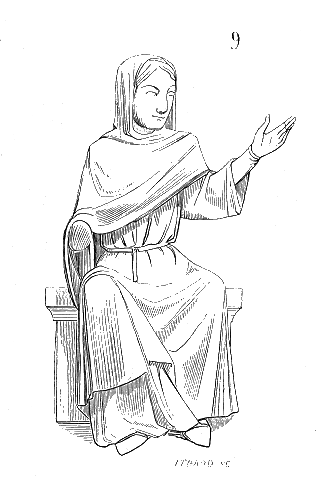
La rhétorique.
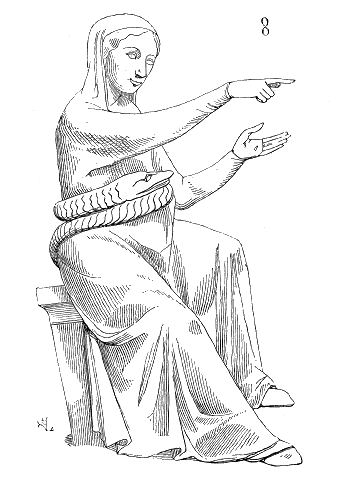
La dialectique.

Vitraux de la Cathédrale Notre-Dame de Laon
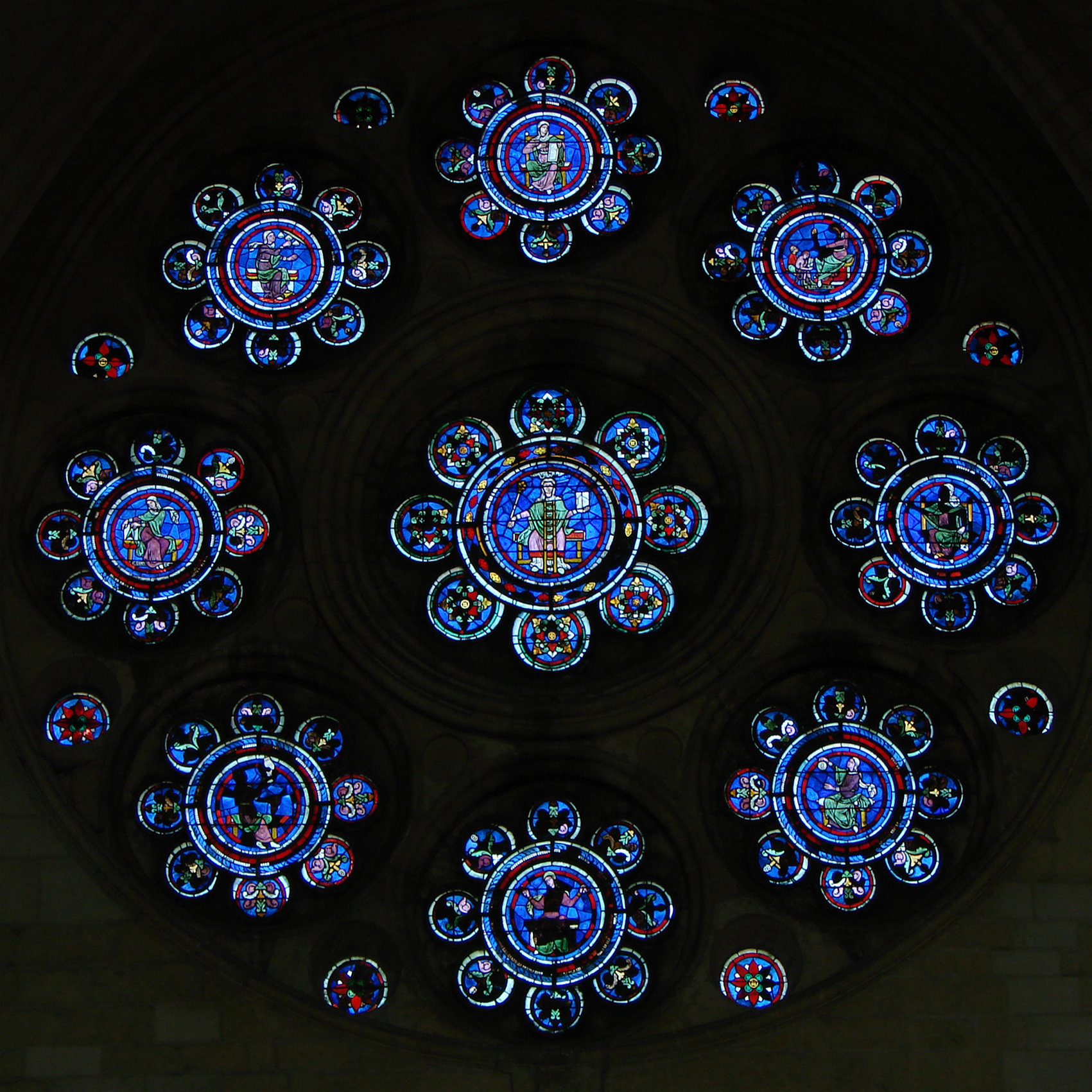
La Rose des arts libéraux dont la Philosophie, et la Médecine.
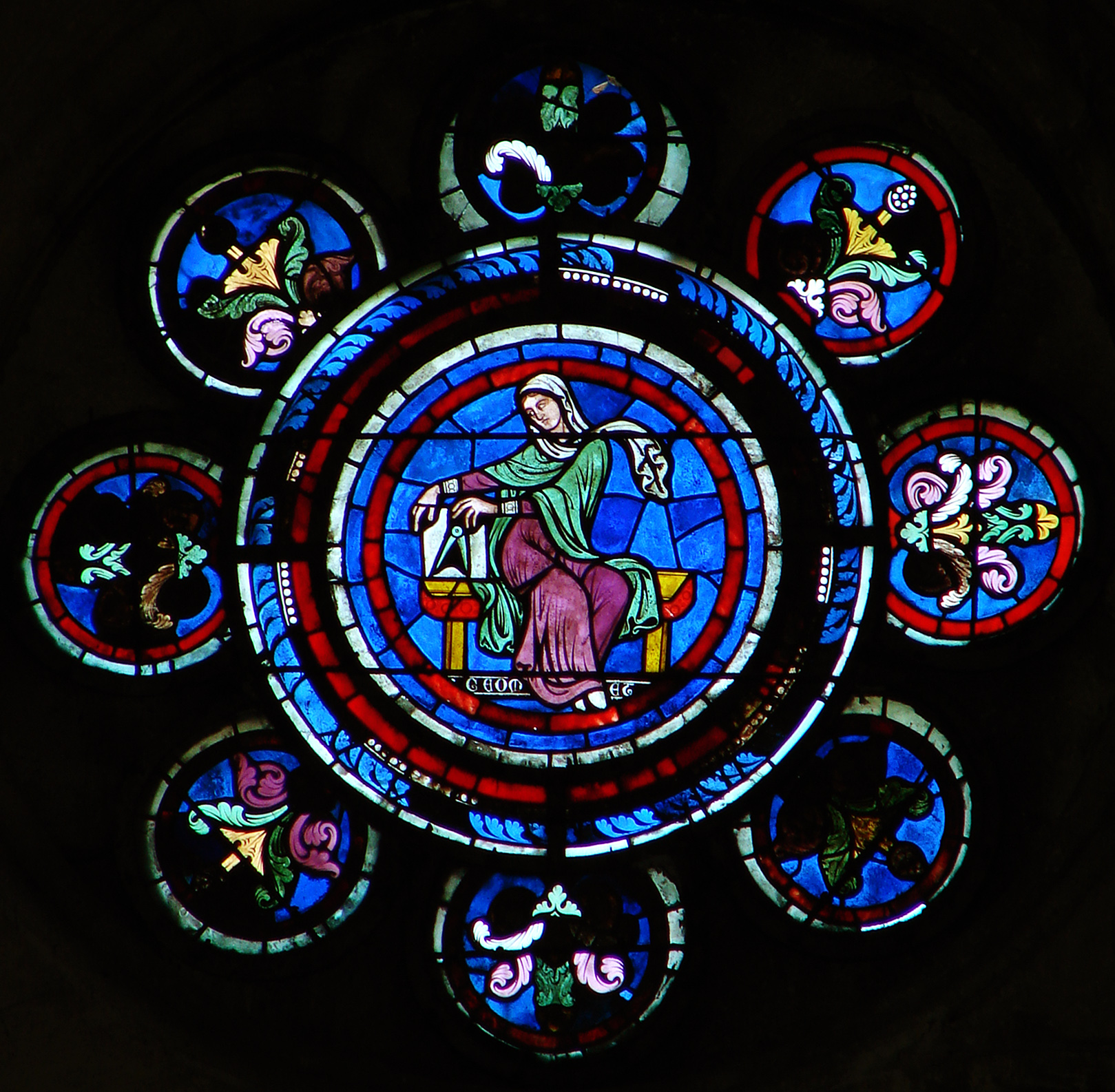
Médaillon de la Géométrie (début XIIIe siècle).
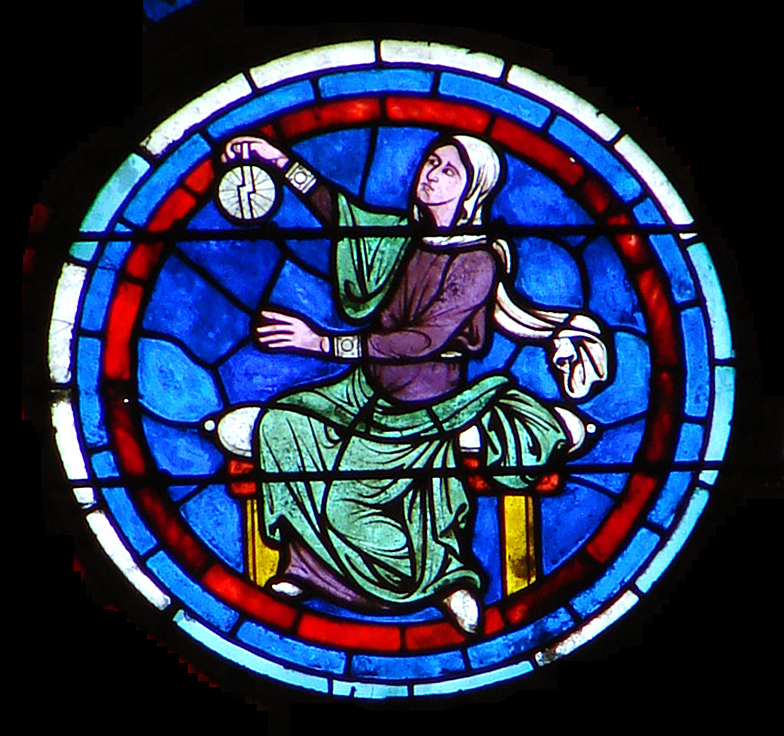
Allégorie de l'Astronomie (1210).

Elle enseignait aussi bien le Trivium (grammaire, rhétorique et dialectique) que le Quadrivium (arithmétique, musique, géométrie, astronomie) qui étaient classiques mais l'école introduisit aussi les enseignements de la médecine, des arts géométriques, de l'astronomie et de la musique. Raoul de Laon fut parmi les premiers qui enseignaient les mathématiques à systématiser l'utilisation du zéro comme rond (o) car l'usage anté était sous la forme d'un point qui entraînait de nombreuses méprises. Elle enseigne aussi l'utilisation de l'abaque
Cette école a introduit la théologie et la glose des textes sacrés, la glose intra-linéaire qui s'intéresse aux mots, à ce qui est écrit dans le texte et à la glose extra-linéaire ou encore marginale que l'on peut encore lire dans les marges des manuscrits. Étude qui se répandit ensuite aux autres écoles comme celle de Paris. Les maîtres répondaient aux questions des écolâtres et compilaient celles-ci en des sententiaires qui furent recopiés notamment par les moines de l'abbaye de Vauclair.

Le Quadrivium :
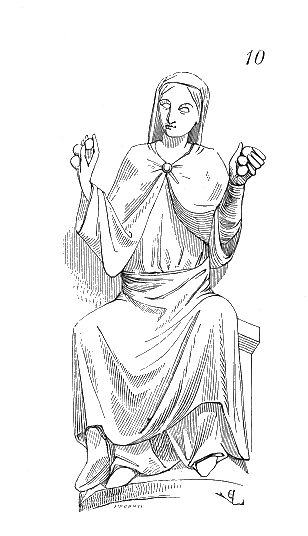
L'arithémique.
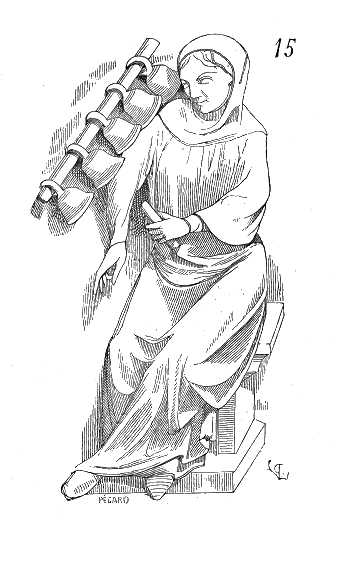
La musique.
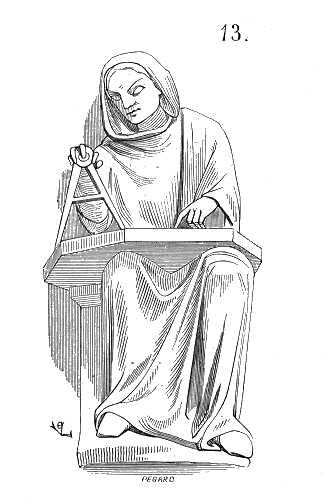
La géométrie.
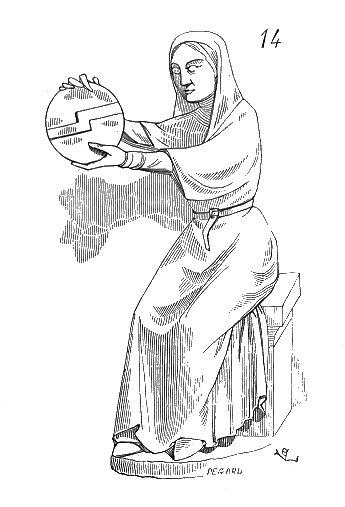
L'astronomie.

## Personnalités

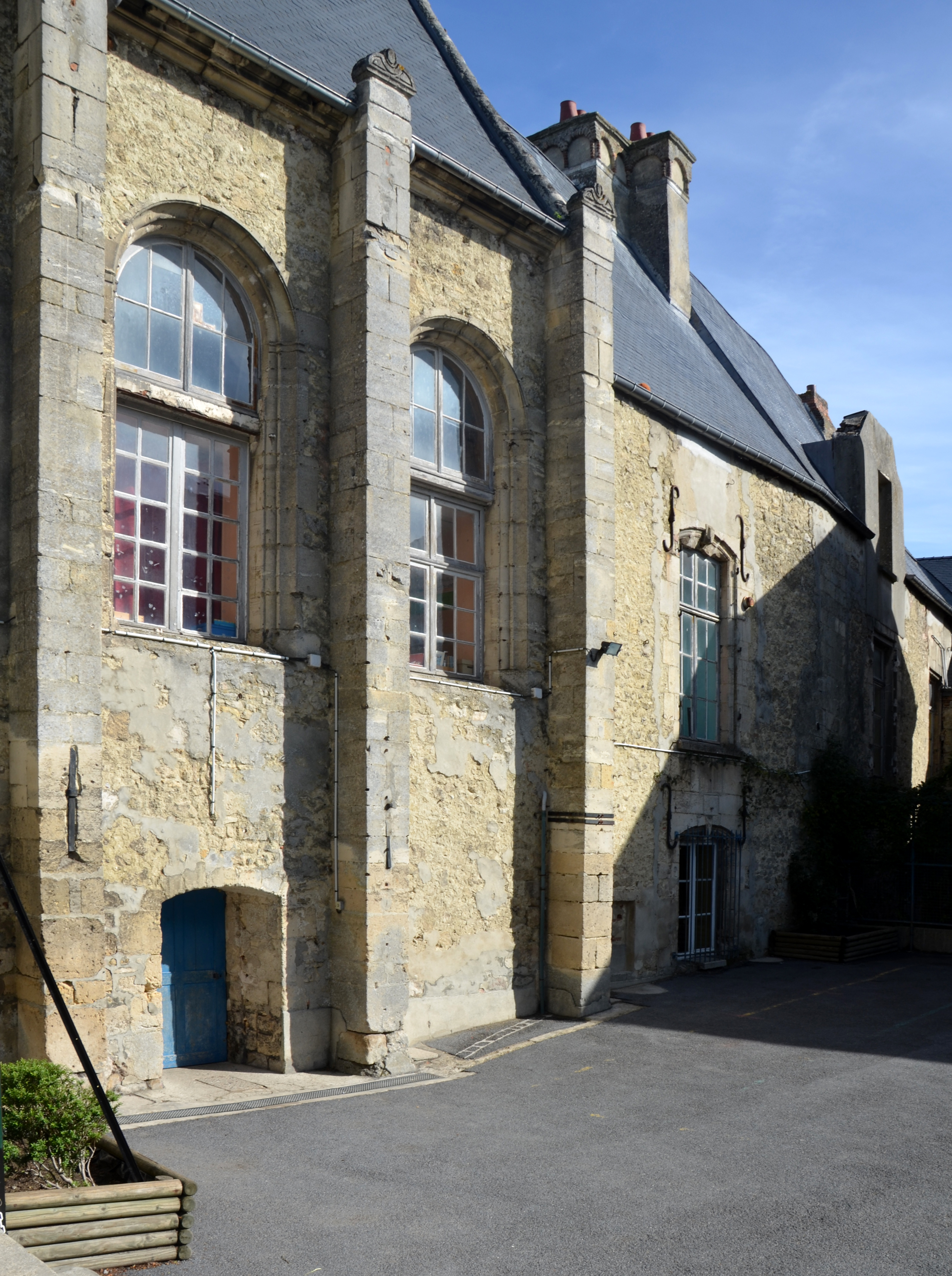
Prieuré du Val-des-Écoliers.

Comme écolâtres, l'un des plus célèbres fut Abélard qui évoque son séjour en l'école dans Livre de mes Malheurs (Historiat Calamitatum).
Mais on peut aussi citer:  Roscelin de Compiègne, Guillaume de Champeaux, Albéric de Reims, Gilbert l'Universel, Matthieu d'Albano, Norbert de Xanten, Algare de Darmouth, Guillaume Le Breton, Guillaume de Harcigny, Gautier de Mortagne évêque de Laon ; l'un des élèves préférés des frères fut Lotulfus de Lombard aussi appelé le Novarais.
- Isaac de l'Étoile, moine cistercien, auteur spirituel et théologien du XIIe siècle. Abbé du monastère de l'Étoile près de Poitiers.
- Anselme de Havelberg, ecclésiastique et écrivain religieux du XIIe siècle, évêque de Havelberg, puis archevêque de Ravenne.
- Ermin de Lobbes, ecclésiastique du VIIIe siècle, c'est le deuxième abbé de l’abbaye de Lobbes.

L'affluence des élèves a modifié l'urbanisme de la ville avec la création d'un val des écoliers autour de l'actuelle rue Vinchon mais aussi la toponymie avec la rue de Scots en référence aux Écossais, Irlandais qui séjournaient en la ville.
Faisant partie de la Renaissance du XIIe siècle, elle fut l'une des précurseurs à la naissance des universités au XIIIe siècle.